# Heterospathe longipes
Heterospathe longipes là loài thực vật có hoa thuộc họ Arecaceae. Loài này được (H.E.Moore) Norup mô tả khoa học đầu tiên năm 2005. Loài này chỉ có ở Fiji. Chúng hiện đang bị đe dọa vì mất môi trường sống.